# Bergens tekniske museum
Bergens tekniska museum är ett  museum i den gamla spårvagnshallen i Bergen i Norge. Den kulturskyddade museibyggnaden från 1913 är ritad av arkitekt Schak Bull.
Utställningarna visar den tekniska utvecklingen på Vestlandet med fokus på landtransport. Bland utställningsföremålen kan nämnas cyklar och motorcyklar, veteranbilar, bussar, spårvagnar och gamla vagnar från Fløibanen. 
En spårvagnslinje har anlagts mellan museet och Den Nationale Scene i stadens centrum. Den trafikeras av gamla spårvagnar som anskaffades från Berlin år 1996. De spårvagnar som tidigare användes i Bergen skrotades när den sista linjen lades ned på nyårsafton 1965. Rälsen kommer huvudsakligen från Gråkallbanen i Trondheim och elstolparna från Holmenkollbanan.